# حصان شائك

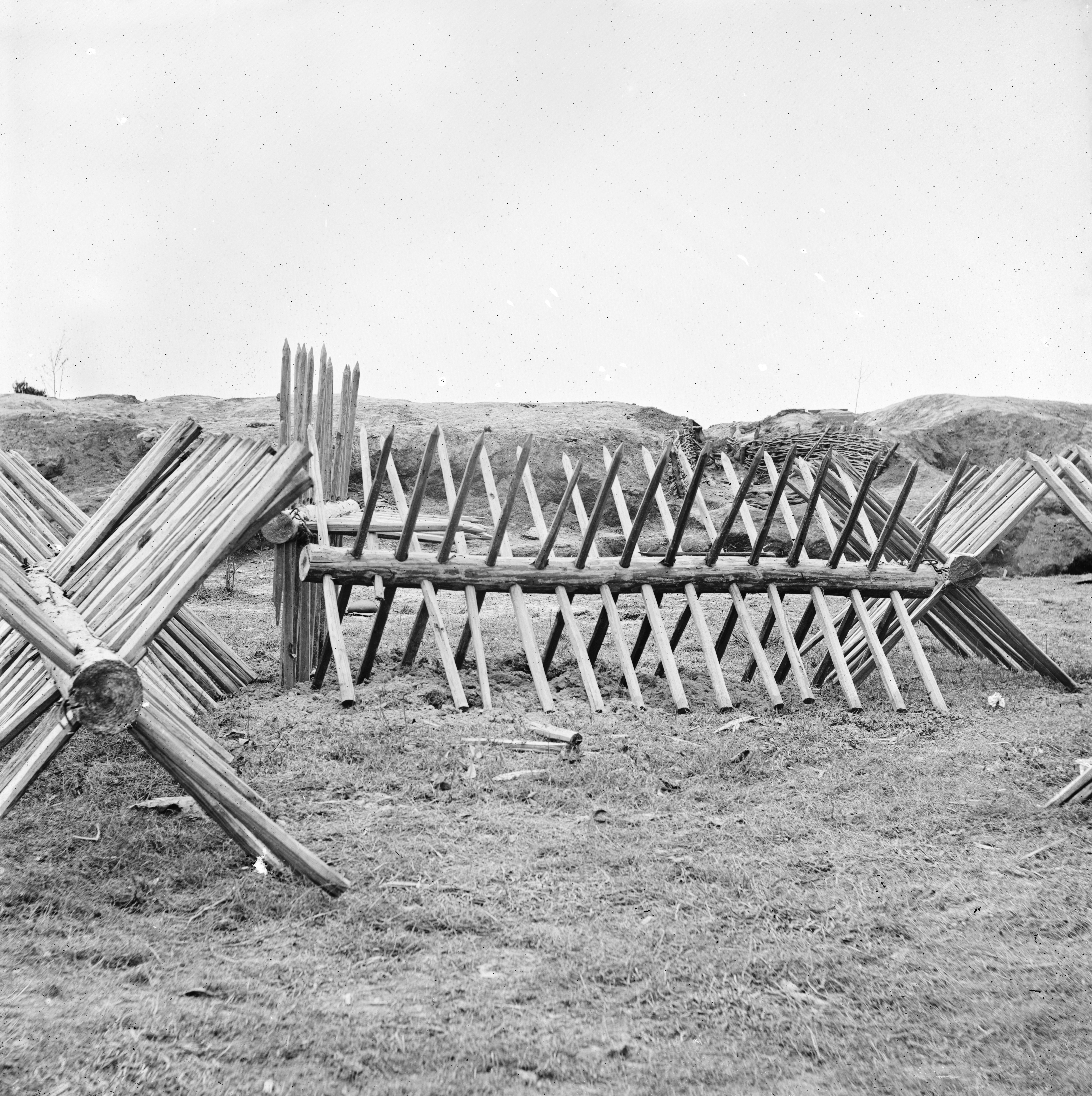
حصان شائك للكُنفِدِرالية حصار بطرسبُرغ

الحصان الشائك (بالفرنسية: cheval de frize وتعني حصان فريزيا) هي عقبة دفاعية كانت موجودة في عدد من الأشكال وظفت في تطبيقات مختلفة. وشملت هذه الإنشاءات تحت الماء المستخدمة لمنع مرور السفن أو السفن الأخرى على الأنهار ، أو إجراءً مضاد لسلاح الفرسان يتكون من إطار محمول (أحيانًا مجرد سجل بسيط) مغطى بالعديد من المسامير الطويلة أو الرماح الخشبية البارزة. كانت تهدف أساسًا أن تكون عقبة ضد سلاح الفرسان ولكن يمكن أيضًا تحريكها بسرعة للمساعدة في منع اختراق في حاجز آخر. ظلوا قيد الاستخدام من حين لآخر حتى استبدلوا بعوائق سلكية بعد الحرب الأهلية الأمريكية مباشرة. خلال الحرب الأهلية ، استخدم الكُنفِدِرالية هذا النوع من الحواجز أكثر من جيش الاتحاد . خلال الحرب العالمية الأولى ، استخدمت الجيوش الحصان الشائك لسد الفجوات في الأسلاك الشائكة مؤقتًا.